# Trofeo internacional ciudad de Barcelona de waterpolo
El Trofeo internacional ciudad de Barcelona de waterpolo es una competición de waterpolo celebrada en la localidad de Barcelona.
Lo organiza la Federación Catalana de Natación.

## Palmarés
| N.º | Año  | Primero                          | Segundo          | Tercero               | Cuarto                   |
| --- | ---- | -------------------------------- | ---------------- | --------------------- | ------------------------ |
| XII | 2011 | España femenino                  | Hungría femenino | Reino Unido femenino  | Grecia femenino          |
| XI  | 2010 | Club Natació Atlètic Barceloneta | CN Marseille     | Club Natació Terrassa | Club Natació Sant Andreu |
| X   | 2008 | Rusia femenino                   | Hungría femenino | España femenino       | Países Bajos femenino    |